# New Zealand State Highway 44
Der New Zealand State Highway 44 (State Highway 44 oder in Kurzform SH 44) ist eine Fernstraße von nationalem Rang auf der Nordinsel von Neuseeland.

## Geographie
Die Straße besitzt eine Länge von nur 5,2 km und zählt damit zu den kürzesten Highways Neuseelands. Sie führt auf ihrer gesamten Länge durch das Stadtgebiet von New Plymouth und besitzt einen Fahrstreifen pro Fahrtrichtung.

## Geschichte
Der SH 44 war eine Reaktion auf eine Zunahme des Lastwagenverkehrs zwischen dem New Zealand State Highway 3 und dem Hafen Taranaki und daraus resultierenden Straßenschäden auf der bevorzugten Strecke über die Breakwater Road, St. Aubyn Street und Molesworth Street. Anfangs stellte sich der Betreiber der neuseeländischen Highways, Transit New Zealand, gegen die Aufnahme der neuen Straße in das Highway-Netzwerk, da man die Instandhaltung der Straße gern dem New Plymouth District Council überlassen hätte und der New Zealand State Highway 45 weniger als 200 m entfernt parallel verläuft. Der SH 45 besitzt jedoch größere Steigungen, nutzt Einbahnstraßen und hat mehr Ampeln, sodass die Strecke für den Schwerlastverkehr wenig geeignet ist. Daher wurde der SH 44 schließlich in das Fernstraßennetz aufgenommen.

## Streckenführung (Stand 2008)
Der Highway beginnt an dem Punkt nordöstlich des Stadtzentrums von New Plymouth, wo sich Leach Street (Einbahnstraße Richtung Westen) und Courtenay Street (Einbahnstraße Richtung Osten) mit der in Nord-Süd-Richtung verlaufenden Eliot Street treffen. Der Highway setzt sich über die Eliot Street zur Molesworth Street, dann entlang dieser Straße in westlicher Richtung fort und ändert ihren Namen zunächst in St Aubyn Street und dann in Breakwater Road. Im Hafen von Taranaki endet die Straße, wobei beide Hafenzufahrten Teil des SH 44 sind. Die erste Zufahrt führt über die Bayly Road und Ocean View Parade, die zweite ist das Ende der Breakwater Road.